# Виноградовка (Приморский край)
Виногра́довка — село в Анучинском районе Приморского края. Входит в состав Виноградовского сельского поселения.

## География
Село Виноградовка стоит на левом берегу реки Арсеньевка.
Село Виноградовка расположено на автодороге, идущей на юг от автотрассы Осиновка — Рудная Пристань (между Нововарваровкой и Орловкой), расстояние до трассы около 27 км, до райцентра Анучино около 32 км.
К северу от Виноградовки расположено село Смольное, к югу — Ильмаковка.

## Население
| 2001 | 2002 | 2010 |
| ---- | ---- | ---- |
| 466  | ↘429 | ↘412 |

## Улицы
| - ул. Арсеньевская, - ул. Молодёжная, - пер. Северный, - ул. Советская, | - пер. Солнечный, - ул. Украинская, - ул. Юбилейная. |

## Экономика
Сельскохозяйственные предприятия Анучинского района.